# Тинга, Бениамина
Бениамина Тинга (кириб. Beniamina Tinga; род. в Никунау, Кирибати) — политический деятель Кирибати. Вице-президент Кирибати (2000—2003). 

## Биография
Бениамина Тинга родился в Никунау. Является отцом кандидата на президентских выборах 2012 года Риметы Бениамина. Тинга также был представителем Международного валютного фонда от Кирибати. 
С 1994 по 2003 год работал министром финансов и экономического развития Кирибати. Был приведён к присяге в качестве вице-президента Кирибати 17 ноября 2000 года после смерти своего предшественника Теварека Тентоа в начале месяца. Тинга занимал пост вице-президента при президенте Кирибати Тебуроро Тито до 2003 года. 
18 сентября 2000 года состоялась встреча вице-премьера Китайской Народной Республики Ли Ланьцина с министром финансов Бениаминой Тингой в Пекине. 
В 2018 году он был 6-м самым богатым человеком Кирибати. 